# Flann mac Lonáin
 (mars 2020).
Flann mac Lonáin, né à une date inconnue et mort en 896, est un poète irlandais.

## Biographie
Flann mac Lonáin est un poète célèbre et parfois controversé. Il était le Chief Ollam d'Irlande. Il semble être né dans la région de Clare Est/ Tipperary Ouest. Remarqué de son vivant, ses compositions ont été étudiées et utilisées comme modèles dans les traités métriques médiévaux.
Les Annales des quatre maîtres contiennent deux versets d'une complainte qu'il a composée à la mort de Treasach, fils de Becan, chef de Ui Bairche Maighe, qui fut tué par Aedh, fils d'Ilguine en 884 : 
« Of him Flann, son of Lonan, said:
- A heavy mist upon the province of Breasal/since they slew at the fortaliced Liphe/Heavy the groans of Assal/for grief at the loss of Treasach.
- Wearied my mind, moist my countenance/since Treasach lies in death./The moan of Oenach Lifi all/and of Leinster to the sea, is the son of Becan. »

À la mort de Ceallach mac Flannaghan, roi de Brega en 890, il compose ce qui suit : 
« 
- Illustrious the careers/of the three sons of Flann/who coursed over Odhbha/Congalach of Colt/Ceallach of Cearna/and Cinaedh of Cnodhbha.
- Though Ceallach slew/an outlaw, pity/he should fall in the battle's onset;/Alas!/his danger was certain;/ that he would not spend/the life of a historian. »

Les Annales des quatre maîtres relatent son assassinat dans Waterford Harbour. Une tradition orale postérieure place son inhumation à Terryglass.